# Gioacchino Pessuti
Gioacchino Pessuti (Roma, 13 aprile 1743 – Roma, 20 ottobre 1814) è stato un matematico e politico italiano della Repubblica Romana (1798-1799).

## Biografia
Insegnante di matematica presso l'accademia militare di San Pietroburgo, vi incontrò Eulero.

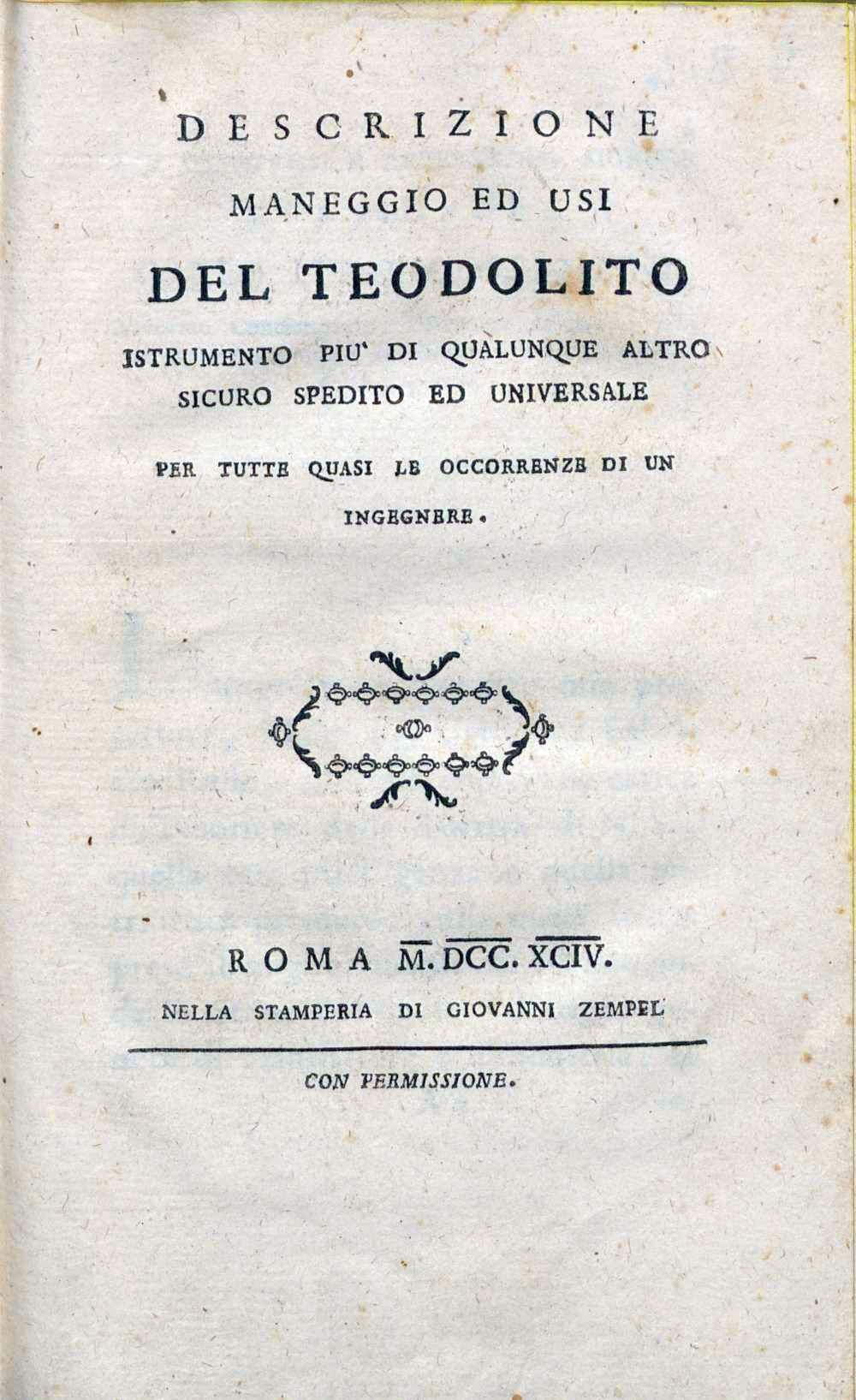
Descrizione maneggio ed usi del teodolito, 1794

Tornato a Roma, ebbe la cattedra di "matematiche miste" all'Archiginnasio Romano fino alla sua morte.
Membro di molte accademie, si dedicò ad alcuni giornali locali; durante la Repubblica Romana (1798-1799), assunse il ruolo di Console per un mese.
Alla caduta della Repubblica, assunse la presidenza dell'Accademia Caetani (poi Accademia dei Nuovi Lincei), ma la sua collaborazione con il regime repubblicano provocò l'ostracismo del restaurato governo pontificio.

## Opere
- Descrizione maneggio ed usi del teodolito, Roma, Giovanni Zempel, 1794.